# 菲尼斯泰尔省
菲尼斯泰爾省（法語：Finistère，法語發音：[finistɛʁ] ⓘ）是法国布列塔尼的一个省。省名是拉丁語「大地盡頭」的意思，取義於該省位於法國歐洲大陸部分的最西部。
这个省和莫爾比昂省和阿摩爾濱海省两個省接壤。